# Pristiglottis degeneri
Pristiglottis degeneri är en orkidéart som först beskrevs av Louis Otho Otto Williams, och fick sitt nu gällande namn av Paul J. Kores. Pristiglottis degeneri ingår i släktet Pristiglottis och familjen orkidéer. Inga underarter finns listade i Catalogue of Life.